# 近畿財務局
近畿財務局（きんきざいむきょく, Kinki Finance Bureau）は、大阪府大阪市中央区にある財務省の地方支分部局である財務局。6府県を管轄する。

## 概要
近畿圏は国内近代経済の発祥地とされ、近畿圏の金融界はその流れで日本経済運営に隠然たる力を持っていた。大蔵省（現在の財務省）は貨幣大試験を機に大蔵大臣（現在の財務大臣）や幹部らが近畿圏の金融人らに挨拶し、懇談していた。
かつて航空路が発達せず、新幹線がなかった頃、大蔵大臣は列車で長時間かけて当局を訪れていた。そのため、同乗する新聞記者は来年度予算について直接取材し、それを「車中談」として報じていたという。

## 組織
- 総務部
  - 総務課
  - 人事課
  - 会計課
  - 厚生課
  - 経済調査課
  - 情報管理室
  - 財務広報相談室
  - 合同庁舎管理官

- 理財部
  - 主計第1課
  - 主計第2課
  - 理財第1課
  - 統括証券監査官
  - 理財第2課
  - 検査総括課
  - 審査業務課
  - 検査指導官
  - 特別・統括金融証券検査官
  - 金融監督第1課
  - 金融監督第2課
  - 信用組合監督室
  - 金融監督第3課
  - 金融調整官
  - 証券監督課
  - 融資課

- 管財部
  - 管財総括第1課
  - 管財総括第2課
  - 宿舎総括課
  - 宿舎技術調整官
  - 審理課
  - 訟務課
  - 統括国有財産管理官
  - 統括国有財産監査官
  - 首席国有財産鑑定官

- 証券取引等監視官

## 管内財務事務所・出張所
- 京都財務事務所
  - 舞鶴出張所
- 神戸財務事務所
- 奈良財務事務所
- 和歌山財務事務所
- 大津財務事務所

## 近畿財務局長
近畿財務局長（きんきざいむきょくちょう）は、財務省の地方支分部局である近畿財務局の長。
概要
“西の事務次官”・“大阪探題”・“関西探題”などとも呼ばれ、政治・経済の探題であると同時に数年後に事務次官になり得る人物を日本経済運営に隠然たる力を持つ近畿圏の金融界への「顔見世」をさせる意味を兼ねていた。
しかし、後述するトラブルなどもあり、その後の2000年代に入ると、近畿財務局長は出世ポストから一転、“鬼門ポスト”と呼ばれるようになった。
歴代一覧
| 氏名       | 就任日        | 退任日        | 出典   |
| ---------- | ------------- | ------------- | ------ |
| 樋口俊一郎 | 2007年7月3日  | 2008年7月4日  |        |
| 森川卓也   | 2008年7月4日  | 2010年7月30日 |        |
| 山崎穣一   | 2010年7月30日 | 2011年7月22日 |        |
| 三村亨     | 2011年7月22日 | 2012年1月10日 | [ 7 ]  |
| 池田篤彦   | 2012年1月10日 | 2013年6月28日 | [ 8 ]  |
| 枝廣直幹   | 2013年6月28日 | 2014年6月27日 |        |
| 冨永哲夫   | 2014年7月4日  | 2015年7月7日  | [ 9 ]  |
| 武内良樹   | 2015年7月7日  | 2016年6月17日 | [ 10 ] |
| 美並義人   | 2016年6月17日 | 2018年7月27日 | [ 11 ] |
| 田島淳志   | 2018年7月27日 | 2019年7月5日  | [ 12 ] |
| 青木孝徳   | 2019年7月5日  | 2020年7月20日 | [ 13 ] |
| 奥達雄     | 2020年7月20日 | 2021年7月8日  | [ 14 ] |
| 小宮敦史   | 2021年7月8日  | 2022年6月24日 | [ 15 ] |
| 岩元達弘   | 2022年6月24日 | 現職          | [ 16 ] |

## 不祥事・トラブル

### 近畿圏の金融機関による接待問題
1990年代後半に大蔵省過剰接待のスキャンダルが明るみに出た。当時の墳崎敏之近畿財務局長が関西興銀などから大阪・ミナミの日本食店で高級料理を振る舞われていたほか、墳崎以前の近畿財務局長や近畿財務局幹部らも接待を受けていたことが発覚した。

### 森友学園問題
大阪府庁の調査結果によると、近畿財務局は学校法人森友学園への国有地売却の件で、枝廣直幹局長時代などの2013年から2015年にかけて、大阪府私学・大学課（現：教育庁私学課）を計5回訪れ、設置認可の審議状況等を確認していた。2015年1月8日には大阪府の担当者の「いつ答申が得られるかわからない」との報告に対し、「審議会の結論を出す時期など、ある程度事務局でコントロールできるのではないか」と言明していた。
籠池泰典向けに、2014年12月17日時点でA4判3ページの「今後の手続きについて（説明資料）」を作成しており、「10年間の定期借地契約を結んでから売買契約に移行するまでに必要な申請書類や手順」、「後に鑑定額から約8億円値引きして売買契約を結ぶ根拠となる地下埋設物の取り扱い」、「財務局長あての要望書案」を手解きする内容となっていた。
近畿財務局は国有地内に埋まっていたごみの除去費を大阪航空局と調整し、対象面積5190m2、深さ:杭を打つ場所が9.9mまで、その他は3.8mまで、ごみの混入率を47.1%、ごみの量を19500tと推計、8億1900万円と算定した。2016年4月、学校法人森友学園への国有地売却に際し、不動産鑑定事務所へごみ撤去費8億1900万円と地盤改良費約5億円を引くことを提案したが、鑑定士は低層住宅用地と判断し、地盤改良費は数千万とし土地評価額を9億5600万円と見積もっている。
2017年2月24日、衆議院予算委員会で財務省理財局長の佐川宣寿は近畿財務局と学校法人森友学園の交渉や面会の記録は「売買契約の締結をもって、事案は終了した。記録は速やかに廃棄した」と答弁。3月6日の参議院予算委員会では、同じく佐川が「産業廃棄物の場内処分を近畿財務局が業者に促していた」という報道に関して、「財務局が掘り出したごみを埋め戻すというようなことを指示するということはあり得ない」と答弁した。 加えて4月3日、衆議院決算行政監視委員会で佐川は、電子データは「短期間で自動的に消去されて、復元できないようなシステムになっている」と答弁した。 4月28日衆議院財務金融委員会で佐川は、2016年3月15日の財務省における籠池夫妻との面会の際に籠池が録音したとされる音声データについて、「どういう風にでき上がったものなのか承知していない」と答弁している。
その後、籠池理事長夫妻、森友学園側弁護士、近畿財務局職員、工事業者が、業者も国側も確認できないゴミを「混在」として存在するものとし、このゴミの撤去費という名目で約8億円の値引きを行おうと相談しているものと思われる録音音源が発見される。財務省太田充理財局長は2017年11月27日の衆議院予算委員会で宮本岳志議員（日本共産党）の質問に対しこの音声データが真正のものであることを認めたが、「口裏合わせ」については否定した。
2018年3月2日、森友学園への国有地売却に関する決裁文書を、財務省が書き換えた疑いがあると報じられた。麻生太郎財務相は、参院予算委員会で大阪地検の捜査に影響を与える可能性があることを理由に「答えは差し控える」と述べた。その後、佐川国税庁長官が3月9日に辞任を表明した。長官就任後、初めて報道陣の取材に応じるも、決裁文書の書き換え疑惑については「捜査を受けている立場なので差し控えたい」と繰り返した。3月10日、財務省は決裁文書の書き換えを認める方針を固め、3月12日に国会へ報告すると報じられた。

### 阿倍野区国有地への老人ホーム建設
近畿財務局が土地全体の一体開発を条件に公募し、民間企業と協力してすすめていた、大阪市阿倍野区の国有地への老人ホーム建設計画が頓挫している。大規模開発の際に一定幅の通り抜け道路を必要とする法規制のため、土地全体の一体開発は困難で、周辺住民も「工事車両が多く通行する」との理由で建設に反対している。

## 備考
- 2013年1月29日に「Kinki CATs（キンキキャッツ）」というゆるキャラを起用し、「あなたの地域の財務省」というキャッチコピーを採用している[36]。

- 近畿財務局局長は2016年9月、人口が減少している関西地域では、金融機関が「オーバーバンキング」であり、「過度な競合はない」が新たなビジネスモデル構築が必要であるという認識を表明している[37]。